# Odontophorus dialeucos
La perdiz katia  o corcovado del Tacarcuna (Odontophorus dialeucos) es una especie de ave de la familia Odontophoridae, que se encuentra en Colombia y Panamá.

## Hábitat
Vive en el nivel inferior del bosque húmedo premontano, entre los 1.050 y 1,450 m de altitud. Solamente ha sido observado en los cerros Mali y Tacarcuna, en el Darién, en la frontera colombo panameña.

## Descripción
Mide 24 cm de longitud. El dorso es de color marrón con vermiculado negro; la parte posterior del cuello es de color ante; la corona es negra con cresta ligeramente manchada de blanco; superciliar blanco; la garganta y el pecho con una banda negra en la parte inferior de garganta. Resto de las partes inferiores de color castaño anteado con motas negras.

## Alimentación
Se alimenta de frutos, semillas y algunos insectos.